# Michałów (Lipsko)
Pour les articles homonymes, voir Michałów.
Michałów (prononciation : [miˈxawuf]) est un village polonais de la gmina de Rzeczniów dans le powiat de Lipsko de la voïvodie de Mazovie dans le centre-est de la Pologne.
Il se situe à environ 3 kilomètres au nord-ouest de Rzeczniów (siège de la gmina), 18 kilomètres à l'ouest de Lipsko (siège du powiat) et à 122 kilomètres au sud de Varsovie (capitale de la Pologne).

## Histoire
De 1975 à 1998, le village appartenait administrativement à la voïvodie de Radom.